# Bodiluddelingen 2014
Bodiluddelingen 2014 blev afholdt den 1. februar 2014 på Bremen Teater i København og markerede den 67. gang at Bodilprisen blev uddelt. Uddelingens vært var skuespiller Troels Lyby.
Den 13. november 2013 blev det annonceret at skuespiller Jesper Langberg ville være årets modtager af Æres-Bodilen for sin lange og flotte karriere inden for film, tv og radio. Han har tidligere modtaget to Bodil-priser for bedste mandlige hovedrolle i Sådan er de alle (1968) og bedste mandlige birolle for Det forsømte forår (1993).
Thomas Vinterbergs drama Jagten holdt flest af uddelingens nomineringer med seks i alt, og blev også uddelingens vinder med fire priser for bedste film, bedste mandlige hovedrolle til Mads Mikkelsen, bedste kvindelige birolle til Susse Wold og bedste fotograf til Charlotte Bruus Christensen. Roland Møller modtager sin første Bodil for bedste mandlige birolle for Nordvest og fransk-britiske Charlotte Gainsbourg modtager sin anden Bodil for sin tredje medvirken i en Lars von Trier-film, Nymphomaniac.

## Vindere og nominerede
| Bedste mandlige hovedrolle | Bedste kvindelige hovedrolle |
| --- | --- |
| - Mads Mikkelsen for Jagten - Jacob Cedergren for Sorg og glæde - Gustav Dyekjær Giese for Nordvest - Nicolas Bro for Spies & Glistrup - Stellan Skarsgård for Nymphomaniac | - Charlotte Gainsbourg for Nymphomaniac - Helle Fagralid for Sorg og glæde - Sofie Gråbøl for I lossens time - Stacy Martin for Nymphomaniac                                |
| Bedste mandlige birolle | Bedste kvindelige birolle |
| - Roland Møller for Nordvest - Jamie Bell for Nymphomaniac - Fares Fares for Kvinden i buret - Thomas Bo Larsen for Jagten - Lars Ranthe for Jagten | - Susse Wold for Jagten - Anne Louise Hassing for Jagten - Sonja Richter for Kvinden i buret - Kristin Scott Thomas for Only God Forgives - Uma Thurman for Nymphomaniac    |
| Bedste danske film | Bedste amerikanske film |
| - Jagten af Thomas Vinterberg - Kvinden i buret af Mikkel Nørgaard - Nordvest af Michael Noer - Nymphomaniac af Lars von Trier - Sorg og glæde af Nils Malmros | - Hushpuppy af Benh Zeitlin - Django Unchained af Quentin Tarantino - Before Midnight af Richard Linklater - Frances Ha af Noah Baumbach - Gravity af Alfonso Cuarón        |
| Bedste ikke-amerikanske film | Bedste dokumentarfilm |
| - Adéles liv af Abdellatif Kechiche (Frankrig) - The Broken Circle Breakdown af Felix van Groeningen (Belgien) - Paradis-trilogien af Ulrich Seidl (Østrig/Tyskland/Frankrig) - Smagen af rust og ben af Jacques Audiard (Frankrig) - Den store skønhed af Paolo Sorrentino (Italien) | - Ai Wei Wei – The Fake Case af Andreas Johnsen - Blodets bånd af Christian Sønderby Jepsen og Pernille Bervald Jørgensen - Sepideh - Drømmen om stjernerne af Berit Madsen |

## Øvrige priser

### Æres-bodil
- Jesper Langberg

### Sær-bodil
- CPH:DOX

### Bedste fotograf
- Charlotte Bruus Christensen for Jagten

### Samarbejdspriser
Henning Bahs Prisen
- Rasmus Thjellesen for Kvinden i Buret